# Paleotrópico

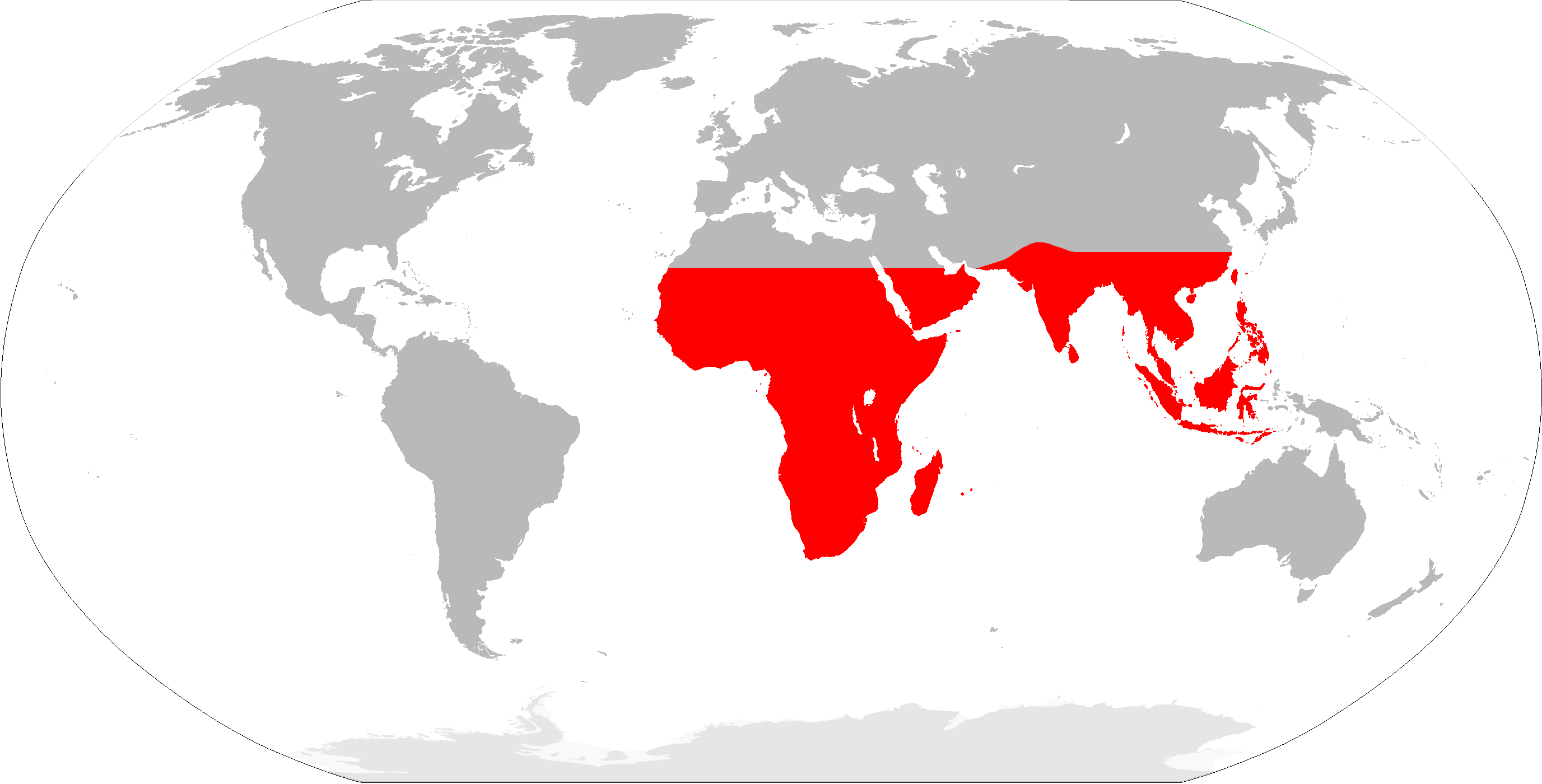
Mapa del Paleotrópico.

En biología, el paleotrópico es una región biogeográfica o ecozona. Para que una distribución de un taxón sea paleotropical, deberá presentarse en regiones tropicales de ambos continentes del Viejo Mundo, o sea, en África y Asia.